# Ким, Гейл
Гейл Ким (англ. Gail Kim, род. 20 февраля 1977, Торонто, Канада) — канадская женщина-рестлер, валет, модель и актриса корейского происхождения. Известна своими выступлениями в WWE и Total Nonstop Action Wrestling (TNA, ныне Impact Wrestling) .
Свою карьеру начала в канадском независимом промоушене под именем La Felina. В 2002 году подписала контракт с WWE и выиграла титул женского чемпиона WWE в дебютном матче. В 2004 году была уволена из WWE и подписала контракт с Total Nonstop Action Wrestling. В 2007 году завоевала титул женского чемпиона мира TNA и стала первой в истории женщиной, завоевывавшей титулы женского чемпиона WWE и женского чемпиона мира TNA. В августе 2008 году покинула TNA и вернулась в WWE в марте 2009 года. 5 августа 2011 года объявила о своём уходе из WWE, а уже в октябре подписала контракт с TNA.
Член Зала славы TNA с 2016 года.

## Ранние годы
Ким родилась в Торонто (Онтарио, Канада) 20 февраля 1977 года. Училась в Мемориальном академическом институте Йорка. По окончании поступила в Торонтский университет, где изучала кинезиологию, а позже перевелась в Университет Райерсона, где сменила свой основной предмет на диетологию.

## Личная жизнь
Перед подписанием контракта с WWE Ким перенесла операцию по увеличению груди. После подписания контракта она увеличила грудь ещё раз. Во время выступления в WWE один из её имплантатов разорвался, в результате чего она выбыла на две недели.
10 мая 2012 года Ким вышла замуж за известного шеф-повара Роберта Ирвайна.

## В рестлинге
- Завершающие приёмы
  - Christo / Flying Dragon (Tilt-a-whirl headscissors armbar)[3]
  - Eat Defeat/Jade Dragon (Inverted stomp facebreaker) — 2009-наст. время
  - Happy Ending (Straight jacket neckbreaker slam)
  - Удержание Хурриканрана (Hurricanrana pin) — 2003
  - Пайлдрайвер через плечо живот-к-спине (Over the shoulder back to belly piledriver) — TNA
- Коронные приёмы
  - Diving leg drop
  - Dragon sleeper
  - Передний ракетный дропкик
  - Over the shoulder single leg boston crab
  - Springboard arm drag
  - Toronto Slam (двойной слэм ногами)
  - Хурриканрана (Hurricanrana)
  - Diving cross body
- Музыкальные темы
  - «International Woman» Дара Шайндлер (WWE; 2002—2004)[4]
  - «Unstoppable» Дэйв Оливер (TNA; 2005—2008, 2011)[5]
  - «Strong and Sexy» Джим Джонстон (WWE; 2009—2011)[6]
  - «Puppet(s) on a String» Дэйл Оливер (TNA; 2011—2012 [инструментальная],[7] 2012—2013 [со словами],[8] 2013-н.в. Sword Intro[9])

## Титулы и достижения
- Apocalypse Wrestling Federation
  - Дива года (2001)[10]
- Funking Conservatory
  - Женский чемпион FC (1 раз)[11]
- Pro Wrestling Illustrated
  - № 3 в списке 50 лучших девушек рестлеров 2008 года[12]
- Total Nonstop Action Wrestling
  - Чемпион TNA среди нокаутов (5 раз)[13][14]
  - Командный чемпион TNA среди нокаутов (1 раз) — с Мэдисон Рейн[15]
  - Нокаут года (2007)[16]
  - Зал славы TNA (с 2016 года)
- World Wrestling Entertainment
  - Женский чемпион WWE (1 раз)[17]

### Lucha de Apuesta
| Ставка | Победитель | Проигравший | Место проведения | Дата        | Прим.                                  |
| ------ | ---------- | ----------- | ---------------- | ----------- | -------------------------------------- |
| Волосы | Гейл Ким   | Рокси Лаво  | Орландо, США     | 11 мая 2008 | Матч с лестницами на шоу TNA Sacrifice |